# Mitsuya Hiroaki
Mitsuya Hiroaki (満屋 裕明 Mãn Ốc Dụ Minh,  sinh năm 1950) là một nhà virus học Nhật Bản nổi tiếng với vai trò phát hiện ra thuốc chống HIV zidovudine (AZT) cũng như các loại thuốc chống AIDS khác bao gồm didanosine (ddI) và zalcitabine (ddC).
Mitsuya chào đời tại Sasebo, Nagasaki và nhận bằng Bác sĩ và Tiến sĩ từ Đại học Kumamoto. Ông gia nhập Viện Ung thư Quốc gia Hoa Kỳ ở Bethesda, Maryland, vào năm 1982, ban đầu làm việc về virus T-lymphotropic gây bệnh ở người 1 (HTLV-1) trước khi chuyển sự chú ý của mình sang HIV. Việc xác định AZT là thuốc chống HIV, cũng như các đặc tính chống HIV của didanosine và zalcitabine, được thực hiện vào năm 1985. Ông được bổ nhiệm làm Giáo sư về Huyết học, Thấp khớp và Miễn dịch lâm sàng tại Trường Khoa học Y khoa và Dược phẩm Đại học Kumamoto.
Tháng 12 năm 2006, ông được trao Giải thưởng Ngày Thế giới phòng chống bệnh AIDS của NIH đầu tiên cho công việc phát triển thuốc chống AIDS. Mitsuya là giám đốc của Bộ phận Môi trường Thực nghiệm của NCI từ năm 1991.